# André-Marie Ampère
André-Marie Ampère (20 tháng 1 năm 1775 – 10 tháng 6 năm 1836) là nhà vật lý người Pháp và là một trong những nhà phát minh ra điện từ trường và phát biểu thành định luật mang tên ông (định luật Ampere). Đơn vị đo cường độ dòng điện được mang tên ông là ampere và ampere kế.

## Cuộc đời
Ông sinh ra ở Lyon, gần với Poleymieux - quê của cha ông. Ông có tính tò mò và lòng say mê theo đuổi kiến thức từ khi còn rất nhỏ, người ta nói rằng ông đã đưa ra lời giải cho các tổng số học lớn bằng cách sử dụng các viên sỏi và mẩu bánh bích quy trước khi biết con số. Cha ông dạy ông tiếng Latinh, nhưng sau đó đã bỏ khi nhận thấy khả năng và khuynh hướng nghiên cứu toán học của con trai. Tuy vậy chàng thanh niên trẻ tuổi Ampère sau này đã học lại tiếng Latinh để giúp ông hiểu được các tác phẩm của Euler và Bernoulli. Cuối đời ông đã nói rằng ông biết nhiều nhất về toán học khi ông 18 tuổi, tuy vậy ông cũng đọc rất nhiều sách vở của các lĩnh vực khác như lịch sử, các ghi chép trong các chuyến du hành, thơ ca, triết học và khoa học tự nhiên.
Khi Lyon bị rơi vào tay quân đội Cách mạng Pháp năm 1793, cha của Ampère, người giữ chức vụ juge de paix (thẩm phán trị an), đã chống lại một cách kiên quyết cuộc cách mạng này, do đó đã bị bỏ tù và sau đó đã chết trên đoạn đầu đài. Sự kiện này gây ấn tượng sâu sắc đối với tâm hồn nhạy cảm của Andre-Marie, trong vài năm sau đó ông đã chìm trong sự lãnh cảm. Sau đó sở thích của ông đã được đánh thức bởi một số bức thư về thực vật học khi chúng đến tay ông, và từ thực vật học ông đã chuyển sang nghiên cứu thơ ca cổ điển, và tự mình viết những bài thơ. Sau này, ông cho biết đến năm 18 tuổi, ông tìm thấy ba mốc lớn của cuộc đời ông là rước lễ lần đầu, đọc bài "Eulogy of Descartes (Điếu văn cho Descartes)" của nhà thơ Pháp Antoine Leonard Thomas và sự kiện chiếm ngục Bastille .(Nguyễn Văn Thành)
Năm 1796 ông gặp Julie Carron, và họ đã gắn bó với nhau, quá trình gặp gỡ của hai người đã được ông ghi chép lại rất chất phác trong tạp chí (Amorum). Năm 1799 họ cưới nhau. Vào khoảng năm 1796 Ampère giảng dạy toán học, hóa học và ngoại ngữ tại Lyon; năm 1801 ông chuyển tới Bourg, làm giáo sư môn vật lý và hóa học, để lại người vợ ốm đau và con nhỏ (là Jean Jacques Ampère) ở Lyon. Vợ ông mất năm 1804, ông đã không bao giờ lấy lại được thăng bằng vì mất mát này. Cùng năm này ông được bổ nhiệm làm giáo sư môn toán của trường trung học (lycée) ở Lyon.
Bài báo nhỏ của ông Considérations sur la théorie mathématique du jeu, trong đó miêu tả những khả năng thắng bạc thay vì chơi may rủi, được xuất bản năm 1802 và đã giành được sự chú ý của Jean Baptiste Joseph Delambre, là người đã giới thiệu ông làm giáo sư ở Lyon, và sau đó một thời gian (năm 1804) là vị trí trợ giảng ở trường Bách khoa Paris, ở đó ông được bầu là giáo sư toán năm 1809. Tại đây ông tiếp tục theo đuổi các nghiên cứu khoa học và các nghiên cứu đa ngành với một sự chuyên cần không suy giảm. Ông được kết nạp làm thành viên của Viện Hàn lâm Pháp năm 1814.
Ông đã thiết lập mối quan hệ giữa điện trường và từ trường, và trong phát triển khoa học về điện từ trường, hay như ông gọi đó là điện động lực học, là lĩnh vực tên tuổi của Ampère đã được công nhận. Vào ngày 11 tháng 9 năm 1820 ông được biết về phát minh của Hans Christian Ørsted rằng kim nam châm chịu tác động của dòng điện. Vào ngày 18 tháng 9 cùng năm ông gửi một báo cáo tới Viện hàn lâm, báo cáo này chứa đựng những bình luận hoàn thiện hơn về hiện tượng này.
Toàn bộ lĩnh vực này đã được mở ra khi ông khảo sát và phát biểu công thức toán học không những để giải thích hiện tượng điện từ trường mà còn dự đoán nhiều sự kiện và hiện tượng mới.
Các bài báo gốc của ông về đề tài này có thể tìm thấy trong Ann. Chim. Phys. trong khoảng từ năm 1820 đến năm 1828. Sau đó ông đã viết bài Essai sur la philosophie des sciences rất có giá trị. Ngoài ra, ông đã viết một loạt các luận văn và bài báo, trong đó có hai bài về tích phân của các phương trình vi phân (Jour. École Polytechn. x., xi.).
Ông mất ở Marseille và được hỏa táng ở nghĩa trang Montmartre, Paris. Sự hào hiệp và tính cách đơn giản của ông được thể hiện trong cuốn sách của ông Journal et correspondance (Paris, 1872). Bốn mươi lăm năm sau, các nhà toán học đã công nhận ông.

## Đóng góp
Cống hiến của Ampère trong khoa học rất lớn.
Là một nhà toán học hàng đầu, ông đã chỉ ra cách sử dụng ngành khoa học này như thế nào. Ông coi toán học là một ngành của triết học, là cơ sở để đưa các phát minh trong vật lý trở thành các công thức định lượng. Vai trò của toán học là nâng cao tính chính xác, cũng như một phương tiện thực nghiệm của vật lý hiện đại.
Là một nhà tiên đoán vĩ đại, ông đã đưa các tư tưởng khoa học, từ đó đã mở ra các hướng nghiên cứu và ứng dụng khoa học rộng lớn. Tên tuổi của ông được xếp ngang hàng với các nhà bác học vĩ đại khác của nước Pháp.
Ampere có nhiều đóng góp trong lĩnh vực toán học, vật lý, hóa học, triết học. Trong toán học ông nghiên cứu lý thuyết xác suất, giải tích và ứng dụng toán học vào vật lý.
Công trình của Ampère trong vật lý đạt được hàng loạt các thành tựu vĩ đại. Dựa vào phát hiện của Ørsted năm 1820 về tác dụng của dòng địện lên kim nam châm, ông đã nghiên cứu bằng thực nghiệm, tìm ra lực điện từ và phát biểu thành định luật mang tên ông (Xem định luật Ampere). Lực điện từ là một trong các lực cơ bản của tự nhiên, cơ sở của điện động lực học. Định luật Ampère cho phép xác định chiều và trị số của lực điện từ, là cơ sở chế tạo động cơ điện. Công thức Ampère và định luật Faraday là hai cơ sở chính để James Clerk Maxwell xây dựng nên lý thuyết trường điện từ.
Ampère đã phát biểu quy tắc xác định từ trường của dòng điện (quy tắc vặn nút chai), tiên đoán dòng điện phân tử để giải thích bản chất từ của vật liệu sắt từ. Sau Ampère, vật liệu sắt từ trở nên rất phổ biến.
Trong hoá học, ông đã tìm ra định luật sau này gọi là định luật Avogadro-Ampère. Ông còn là một nhà thực nghiệm tài ba. Ông đã thiết kế và tự làm nhiều thiết bị phục vụ cho các thí nghiệm của mình. Những thiết bị này đã trở thành nền tảng cho các dụng cụ đo điện (như ampe kế, vôn kế, điện trở kế...). Ông còn là cha đẻ của các lý thuyết về phần tử vô hướng, của từ xuyến và của nam châm điện.